# Marton (Ryedale)
Pour les articles homonymes, voir Marton.
Marton est un village et une paroisse civile du Yorkshire du Nord, en Angleterre.